# Élisabeth Jérôme
 (novembre 2018).
Si vous disposez d'ouvrages ou d'articles de référence ou si vous connaissez des sites web de qualité traitant du thème abordé ici, merci de compléter l'article en donnant les références utiles à sa vérifiabilité et en les liant à la section « Notes et références ».
Élisabeth Jérôme, née le 20 novembre 1956, est une chanteuse française, d'origine malgache

## Biographie
Elle commence sa carrière au milieu des années 1970 et travaille avec Denis Pépin/Henri Salvador.
En 1977, Élisabeth participe à la compilation Les Vacances de Monsieur Disco, un disque promotionnel contenant les extraits de 17 titres de l’époque.
La même année, elle participe à la demi-finale de la sélection française du Concours Eurovision de la chanson 1977, mais n'atteint pas la finale.
En 1978, elle chante en duo avec Denis Pépin la chanson À quoi ça sert l’amour ? Puis enregistre On a volé le soleil écrit par Michel Bernard et Denis Pépin. Onze ans après, elle retrouve la même équipe pour la chanson Mortimer, avec Fréderic Leoz qui participe à la musique avec Denis Pépin et Michel Bernard qui s'associe avec Michel Pacaud pour le texte.

## Discographie

### Singles
- 1976 : Maladie d'amour / L'été, bientôt l'été
- 1977 : Mon île / Sous le signe de la danse
- 1977 : C'est beau la vie / Trois mois d'hiver
- 1978 : La séga / Dans les nuages
- 1978 : Si t'es pas amoureux / On a volé le soleil
- 1978 : Élisabeth Jérôme et Denis Pépin (face A) : À quoi ça sert l'amour / Les héros c'est du cinéma
- 1980 : Marianne / De l'amour et de l'amitié
- 1989 : Mortimer / Mortimer (instr.)